# برد اینمن (بازیکن فوتبال)
برد اینمن (انگلیسی: Brad Inman؛ زادهٔ ۱۰ دسامبر ۱۹۹۱ بازیکن فوتبال اهل بریتانیا است.
از باشگاه‌هایی که در آن بازی کرده‌است می‌توان به باشگاه فوتبال کرو آلکساندرا و باشگاه فوتبال نیوکاسل یونایتد اشاره کرد.
وی همچنین در تیم‌های ملی فوتبال زیر ۱۹ سال اسکاتلند و زیر ۲۱ سال اسکاتلند بازی کرده‌است.